# Visual Studio Team System
Visual Studio Team System (VSTS) — набор инструментов от Microsoft для разработки программных приложений, упрощения совместной работы над проектами, инструментов для тестирования и отладки разрабатываемых программ, а также построения отчетов.

## Платформа
Visual Studio Team System состоит из 5 основных продуктов, которые можно разделить на серверные и клиентские приложения. Microsoft призывает компании, использующие Team System, использовать Microsoft Solutions Framework (метамодель, описывающую бизнес-процессы и процессы инженерии программного обеспечения) для упрощения реализации эффективного процесса разработки программного обеспечения. Team System поддерживает две основных концепции разработки ПО: гибкую (Agile) и CMMI. Также предусмотрено добавление других фреймворков для поддержки иных концепций и методик.

### Team Foundation Server
Visual Studio Team System использует Team Foundation Server (TFS) в качестве хранилища данных и серверной инфраструктуры для совместной работы над проектами. TFS обеспечивает репозиторий контроля кода, контроль за рабочими элементами и службы отчетности. TFS основывается на понятии «рабочий элемент», который представляет собой отдельную единицу работы, требующую выполнения. Сами по себе элементы могут быть нескольких различных типов, как например, Ошибка, Задача, Требование качества, Сценарий и т. д. Выбранный фреймворк в TFS для конкретного проекта определяет какие именно типы рабочих элементов будут доступны и какие у них будут атрибуты.
Система управления версиями TFS хранит весь код, равно как и записи обо всех изменения и текущих извлечениях кода (check-outs) в базе данных SQL Server. Поддерживаются такие возможности как одновременная множественная блокировка кода для изменения (multiple simultaneous check-outs) (то есть один и тот же файл одновременно могут редактировать несколько человек), разрешение конфликтов, ветвление и слияние, а также возможность устанавливать уровни безопасности на любом уровне дерева исходного кода. TFS использует службу SQL Server Reporting Services для создания отчетов, включая количество изменений кода за указанный временной промежуток, список багов, не прошедших тестирование, повторения ранее пройденных тестов и т. д. Отчеты могут быть представлены в различных форматах, включая XML и PDF.
TFS также имеет в своем составе сервер сборки, который может использоваться разработчиками для выполнения полной сборки последних версий кода, имеющихся в системе контроля версий. Все сборки отслеживаются TFS. Инструменты Visual Studio такие как Code Analysis (анализ кода), Test Tools (инструменты для тестирования) и Code Coverage (покрытие кода) могут быть использованы для проверки сборки, прежде чем она будет признана годной.
VSTS интегрируется с TFS при помощи TFS Client API для обеспечения доступа к возможностям TFS из IDE. Также присутствует Team Explorer для просмотра и управления элементами в командном проекте. Возможности контроля версий, среди которых отслеживание отдельных ревизий, отметку ревизий, внесение изменений и извлечение кода (check in/out) и откладывание внесения изменений (shelving in/out), доступны из самой IDE через Source Control Explorer (Обозреватель контроля кода). VSTS также может использовать систему TFS сборки версий Team Build вместо своей встроенной системы сборки. Кроме того, VSTS IDE может быть использовано для создания и просмотра аналитических отчетов в TFS. А Source Control Explorer можно применять для создания и слияния ветвей исходного кода. Также наличествует «движок обработки различий» (diff engine) для просмотра различий между файлами и их версиями.

### Team Test Load Agent
В дополнение к Team Foundation Server Microsoft также предлагает серверный компонент Team Test Load Agent (модуль командного нагрузочного тестирования). Этот инструмент, который лицензируется отдельно от Team Foundation Server и Visual Studio, предназначен для использования тестировщиками для выполнения автоматизированного нагрузочного тестирования веб- или Windows-приложений. Microsoft обещает, что «обычный компьютер» может поддерживать симуляцию 1,000 пользователей, работающих одновременно. Результаты нагрузочных тестов сохраняются в хранилище Team Foundation Server и могут быть привязаны к определенным сборкам, благодаря чему тестирование производительности может отслеживаться на протяжении всего жизненного цикла проекта.

### Интеграция с Visual Studio
Клиентские приложения представляют собой по сути специализированные версии Microsoft Visual Studio 2005; коллективное название для них — Visual Studio Team Editions. При запуске Visual Studio 2005 в ноябре 2005 года существовало разделение версий по трем различным ролям в разработке приложений: Разработчики, Архитекторы и Тестировщики. Четвёртая версия, предназначенная для Разработчиков Баз Данных, была разработана и выпущена в конце 2006 года. Также доступна версия «Team Suite» Visual Studio 2005, объединяющая инструменты каждой из этих четырёх ролей.
Team Explorer — компонент, входящий в Team Foundation Server и обеспечивающий поддержку клиентских инструментов и их интеграцию. Говоря точнее, этот компонент добавляет в Team Foundation Server возможности контроля исходного кода, а помимо этого добавляет окно «Team Explorer» наряду со стандартным окном «Solution Explorer». Team Explorer включает в себя лицензию для Visual Studio 2005 Premier Partner Edition для необладающих Visual Studio 2005 для обеспечения эксклюзивного использования функционала Team Explorer.

### Интеграция с Microsoft Office
Помимо поддержки интеграции продуктов Visual Studio, Team Foundation Server также поддерживает интеграцию с Microsoft Excel и Microsoft Project, являющихся частью линейки продуктов Microsoft Office. Microsoft рассчитывает на использование этих инструментов не разработчиками, а обычными пользователями, которые не умеют работать с Visual Studio или она им попросту неинтересна, и поэтому они предпочтут взаимодействовать с командой разработчиков при помощи уже привычных и удобных программ. При поддержке интеграции, предусмотренной в Office, пользователь, обладающий доступом к Team Foundation Server, сможет просматривать, модифицировать и добавлять новые рабочие элементы. В Excel, например, список рабочих элементов и колонок, предварительно выбранный, становится интерактивным рабочим листом с выпадающими диалоговыми меню (drop-down boxes), проверкой вводимых значений и т. д.

## Версии

### Серверные
- Visual Studio 2005 Team Foundation Server — доступна в качестве отдельного продукта по рекомендованной цене в US$2799. Лицензии клиентского доступа (CAL) для версий не Team Edition Visual Studio доступны по рекомендованной цене в US$499. Версии Visual Studio Team Edition, включают CAL для доступа к Team Foundation Server.
- Visual Studio 2005 Team Foundation Server Workgroup Edition обеспечивает поддержку до 5 указанных пользователей и доступна без дополнительной платы с версиями Team Edition, поставляемыми по подписке MSDN Premium.

Visual Studio Team Foundation Server (включая Workgroup Edition) требует Microsoft SQL Server 2005 Standard Edition. Workgroup Edition включает в себя ограниченную лицензию SQL Server.

### Клиентские
- Visual Studio Team Edition for Software Architects обеспечивает возможности визуального проектирования для архитекторов программного обеспечения, менеджеров системных операций и разработчиков
- Visual Studio Team Edition for Software Developers — дополнительный инструмент разработки для создания приложений и сервис-ориентированных продуктов, включая модульное тестирование, инструменты профилирования, а также инструменты анализа кода.
- Visual Studio Team Edition for Software Testers обеспечивает веб-тестирование, нагрузочное тестирование, модульное тестирование, покрытие кода и прочие инструменты тестирования.
- Visual Studio Team Edition for Database Professionals предоставляет инструменты для разработки баз данных и их тестирования. Выпущена в декабре 2006.
- Visual Studio Team Suite включает в себя версии Team Edition for Software Architects, Team Edition for Software Developers, Team Edition for Software Testers и Team Edition for Database Professionals. Обладатели Team Suite, купившие её до выпуска Team Edition for Database professionals, получают лицензию для недостающей версии без дополнительной оплаты.

### MSDN
Как правило покупатели получают подписку MSDN Premium при покупке лицензионных версий Team Edition и Team Suite, за счет чего реализуется программа страхования Software Assurance, гарантирующая пользователям обновления приобретенных продуктов на всем протяжении периода подписки. Сюда входят Team Foundation Server Workgroup Edition, лицензии разработчиков множества версий Microsoft Windows, Visual FoxPro 9, Visual Studio 2005 Tools for Microsoft Office, лицензии разработчиков множества серверных решений, наборы SDK и DDK, большой объём документации и многое другое. Продукты Team Edition и Team Suite не могут быть приобретены без подписки MSDN Premium.

## Дальнейшее развитие

### Visual Studio Team System 2010
Выпуск новой версии Visual Studio Team System 2010 (ранее известной как 'Rosario') станет преемником версии Visual Studio 2008 и, соответственно, заменит её.
В новой версии Microsoft планирует реализовать новые возможности для разработки на базе существующих ALM-решений. Среди главных особенностей и возможностей Visual Studio Team System 2010 обещаны:
- Объединение расстановки приоритетов и управления IT-проектами за счет интеграции с Microsoft Office Project Server
- Управление проектом как множеством проектов для обеспечения проактивной балансировки распределения ресурсов в соответствии с бизнес-приоритетами.
- Возможность полного отслеживания (включая иерархию рабочих элементов) для слежения за ключевыми параметрами проекта на предмет соответствия требованиям бизнеса, а также возможность осуществлять быстрый анализ происходящих изменений.
- Всесторонние измерения и «датчики» для общей визуализации статуса проекта и его прогресса по ключевым параметрам
- Новые мощные инструменты, позволяющие разработчикам и тестировщикам проводить быструю идентификацию, обсуждать, расставлять приоритеты, диагностировать и исправлять ошибки.
- Встроенное управление наборами тестов для создания, упорядочивания и управления наборами тестов для команд разработчиков и тестировщиков.
- Автоматизация тестирования и его управление для облегчения концентрации разработчиков и тестировщиков прежде всего на бизнес-уровне тестирования, а не на повторяющемся или ручном тестировании
- Измерение качества для принятия решения о выпуске или откладывания продукта в зависимости от того, готово ли приложение для использования потребителем и прошло ли оно полное тестирование на предмет соответствия запросам бизнеса.
- Быстрое включение удаленных, распределенных, не имеющих доступа или аутсорсных команд в процесс разработки
- Легкая настройка процесса и руководство по ней от Microsoft и партнеров при поиске схожих методов работы с требующимися вам
- Улучшения в мультисерверной администрации, сборке и контроле кода
- Test Impact Analysis поможет разработчикам быстро вносить изменения (check-in) кода при проверке прохождения заранее определенного набора ключевых тестов.

CTP-версия (Community Technology Preview) Rosario была выпущена 28 ноября 2007 года.

## Дополнительные источники
- Team System Developer Center
- Домашняя страница Team System на Microsoft.com
- TeamPlain для Team System (приобретена Microsoft), для доступа к TFS из Web, Visual Studio и Eclipse.
- Знакомство с Microsoft Visual Studio Team System 2008 (недоступная ссылка) — презентация (Алексей Федоров, «Майкрософт Рус»)
- Обзор и архитектура MS Visual Studio Team System 2008 — презентация (Александр Шамрай, «СМ Консалт»)
- Visual Studio Team System 2010 — презентация (Ричард Эрвин, Microsoft UK)
- Better Software With Visual Studio 2008 Team System — презентация (Антон Делсинк, Microsoft)